# Pleugueneuc
Pleugueneuc (tiếng Breton: Plegeneg, Gallo: Ploegenoec) là một xã của tỉnh Ille-et-Vilaine, thuộc vùng Bretagne, miền tây bắc nước Pháp.

## Dân số
Người dân ở Pleugueneuc được gọi là Pleugueneucois.
| 1793 | 1800 | 1806 | 1821 | 1831 | 1836 | 1841 | 1846 | 1851 |
| ---- | ---- | ---- | ---- | ---- | ---- | ---- | ---- | ---- |
| 1360 | 1398 | 1418 | 1453 | 1693 | 1563 | 1589 | 1669 | 1676 |

| 1856 | 1861 | 1866 | 1872 | 1876 | 1881 | 1886 | 1891 | 1896 |
| ---- | ---- | ---- | ---- | ---- | ---- | ---- | ---- | ---- |
| -    | 1843 | 1915 | 1941 | 2000 | 2074 | 2020 | 1991 | 1937 |

| 1901 | 1906 | 1911 | 1921 | 1926 | 1931 | 1936 | 1946 | 1954 |
| ---- | ---- | ---- | ---- | ---- | ---- | ---- | ---- | ---- |
| 1859 | 1882 | 1938 | 1699 | 1678 | 1649 | 1523 | 1485 | 1421 |

| 1962                                         | 1968 | 1975 | 1982 | 1990 | 1999 | - | - | - |
| -------------------------------------------- | ---- | ---- | ---- | ---- | ---- | - | - | - |
| 1099                                         | 1232 | 1151 | 1103 | 1132 | 1283 | - | - | - |
| Số liệu kể từ 1962 : dân số không tính trùng |      |      |      |      |      |   |   |   |